# Brita Cruus
Brita Cruus af Gudhem, född 30 januari 1641 på slottet Karkhus i Livland, död 25 januari 1716 på Häringe i Västerhaninge socken, Stockholms län, var en svensk friherrinna, godsägare, entreprenör och författare.

## Biografi

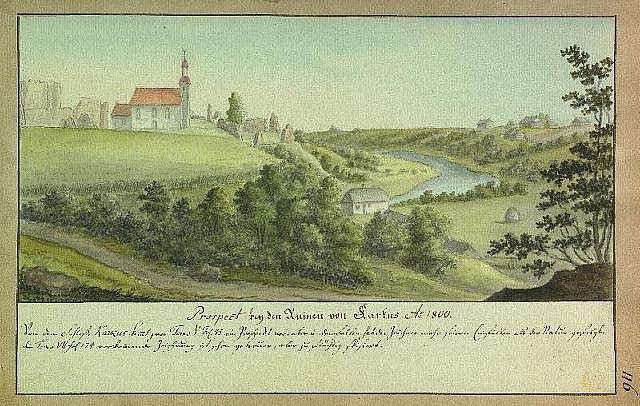
Ruinerna av slottet Karkhus i Livland på en teckning från omkring år 1800 av Johann Christoph Brotze (1742-1823). Bild från universitetsbiblioteket i Lettland.

Brita Cruus var dotter till Johan Jespersson Cruus af Harfvila (även Johan Cruus Jespersson eller Johan Kruus Jespersson) (1617-1644) och hans hustru Catharina Oxenstierna af Södermöre (även Katarina (Karin) Axelsdotter Oxenstierna) (1617-1661), och hon var dotter till rikskanslern Axel Oxenstierna. Hon fick liksom sina systrar, Anna Maria, Barbro och Sofia Christina, och farbror, Lars Jespersson Kruus (även Lars Jespersson Cruus af Harfvila), år 1651 titeln friherrinna. Brita Cruus döptes 23 februari 1641 i Karkhus i dåvarande Livland i nuvarande Estland. Brita Cruus' farbror Lars Jespersson Cruus af Gudhem, som före 1644 hette Lars Jespersson Cruus af Harfvila, skrev sig på 1600-talet bland annat som "herre till Karkhus".
Brita Cruus af Gudhem fick heta Brita efter sin farmor, Brita De la Gardie. Även hennes kusin, Brita Kruus af Gudhem, född 1652, fick sitt namn Brita efter sin farmor.

## Bröllop och morgongåva

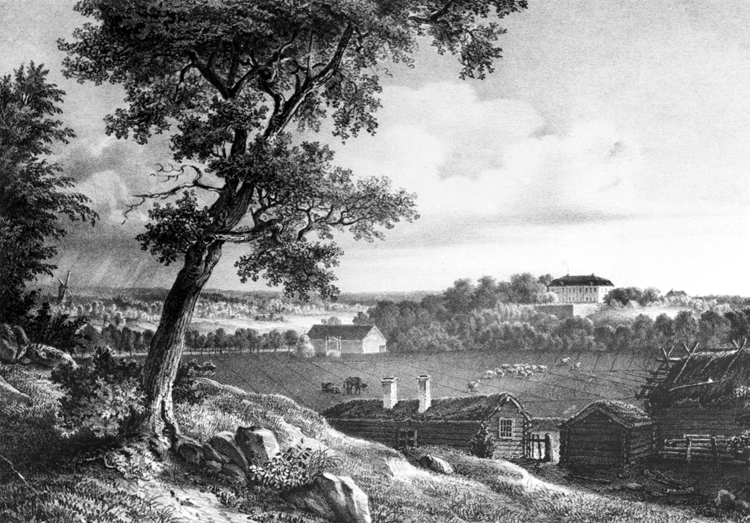
Vibble bytomt på 1830-talet med Jakobsbergs gård i fonden. Litografi av Mikael Gustaf Anckarsvärd (1792–1878). Ingår i verket "Fordna och närvarande Sverige", utgivet av Ulrik Thersner.

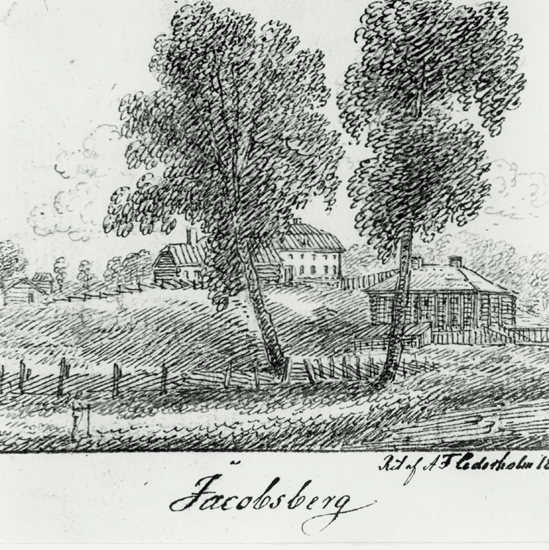
Jakobsbergs gård i Järfälla, huvudbyggnaden och flyglar. Ritat 1811 av Axel Fredrik Cederholm (1780–1828). "Jacobsberg", signerat "Rit. af A.F. Cederholm 1811". Uppsala universitetsbibliotek nr A 147:49.

Brita Cruus gifte sig den 17 mars 1657 på Stockholms slott med majoren friherre Jakob Lilliehöök af Fårdala (1633-1657). Värdinna vid bröllopet var drottning Hedvig Eleonora. Hennes bröllopsdatum var samma datum som hennes egna föräldrar hade gift sig, den 17 mars. När Brita Cruus af Edeby gifte sig med Jakob Lilliehöök 1657 var hon bara 16 år gammal och sedan 1651 var hon friherrinnan Brita Cruus af Gudhem. Till bröllopet skänkte Lilliehöök sin sätesgård Vibble i morgongåva till makan. Hon fick Jakobsberg, som då hette Vibble. Han skrev sig då för övrigt i gåvobrevet som herre till Fårdala och Vibble.
Jakob Lilliehöök avled redan samma år, ett halvår efter bröllopet, den 3 oktober 1657, endast 24 år gammal av blessyrer från träffningen vid slaget mellan Danmark och Sverige i slaget vid Kattarp i Halland. Det var ett slag under Karl X Gustavs första danska krig. Slaget vid Kattarp stod den 3 oktober 1657. Svenskarna besegrades då av danskarna under befäl av kung Fredrik III. Slaget slutade med dansk seger. 

## Änka vid 17 års ålder
Brita blev änka vid 17 års ålder då maken Jakob Lilliehöök avled vid 24 års ålder den 3 oktober 1657 i träffningen i slaget mellan Danmark och Sverige, vid slaget vid Kattarp i Halland. Kattarp är en by i Laholms socken. På Vibbles mark hade redan då säteriet börjat anläggas. Änkan gav gården, säteriet, namnet Jakobsberg för att hedra sin stupade make. Jakobsbergs gård i nuvarande Järfälla kommun ligger på mark som hade tillhört byn Vibble. Gårdarna i Vibble by i Järfälla socken hade Jakob Lilliehöök ärvt redan år 1642. På denna plats lät han uppföra gårdsbebyggelse, som fick sätesfrihet (skattebefrielse) omkring 1650. År 1662 dyker det nya gårdsnamnet Jakobsberg upp för första gången. Brita Cruus låter därefter kalla gården Jakobsberg efter sin döde make och detta namn är belagt första gången 1662. Under återstoden av sitt liv levde som änka. Hon drev gården själv periodvis och däremellan hade hon den utarrenderad. Dessutom lät hon anlägga Barkarby gästgiveri år 1671. Namnet Jakobsberg har man, såsom nämnts ovan, träffat på första gången i ett bytesbrev 1662. Först så småningom kom namnet in i jordeböckerna, det skrevs 1715 Jacobsberg eller Wijble. Det officiella namnet var Vibbla eller Jakobsberg ännu i beskrivningen år 1905 till den ekonomiska kartan 1902.

## Dottern Jakobina Catharina föddes
Sju månader efter Jakob Lilliehööks död 1657 födde änkan Brita Cruus dottern Jakobina Catharina den 29 april 1658 i Nyköping i Södermanlands län. Paret Lilliehööks enda dotter Jakobina Catharina växte upp på Jakobsbergs gård i Järfälla socken och hon avled 1696 vid 38 års ålder i Stockholm och begravdes i Riddarholmskyrkan i Stockholm. Brita Cruus innehade sedan Jakobsberg under mer än ett halvt sekel. Modern Brita Cruus bodde kvar som änka på Jakobsbergs säteri i nästan 60 år tills hon avled 1716 vid 75 års ålder. Hon överlevde sin dotter med 20 år. Hon lät själv bruka Jakobsberg till 1690-talets slut. Därefter arrenderades gården några år. Den som fick ärva Jakobsberg blev dotterdottern Brita Sofia Horn af Marienborg, gift med landshövdingen greve Carl Gustaf Bielke, som brukade gården från 1713, men som sålde gården redan efter bara några år, 1722, till överstelöjtnanten, sedermera landshövdingen Carl Gustaf Dücker.
Samma år som modern anlade Barkarby gästgiveri, 1671, förlovade sig Jakobina Catharina vid tretton års ålder med kanslirådet och kammarherren Gustaf Eriksson Gyllenstierna, som emellertid dog året därpå, innan det hann bli något bröllop. Hon fick 3/4 av arvet efter farbrodern Lars Jespersson Kruus. Jakobina gifte sig sedan, sjutton år gammal, första gången den 24 augusti 1674 med sin farbrors frus syssling, amirallöjtnanten och amiralitetsrådet, friherre Gustaf Horn af Marienborg (1651-1683). Paret fick tre döttrar, Carin Horn af Marienborg (1675-1742), Brita Sofia Horn af Marienborg (1679-1728) och Christina Horn af Marienborg (1681-1744), som alla blev ståndsmässigt gifta. Maken Gustaf Horn avled 1683 och Jakobina gifte sig andra gången med hans släkting, brigadièren friherre Christer Horn af Åminne (1665-1740) i hans andra gifte. 
Som änka ärvde Brita Cruus godsen Krusenberg, Vibble, Jakobsberg, Skälby, och Tomteberga. Under andra hälften av 1600-talet kom Skälby gård som ladugård under Jakobsbergs gård.

## Upprättade gästgiveri i Barkarby

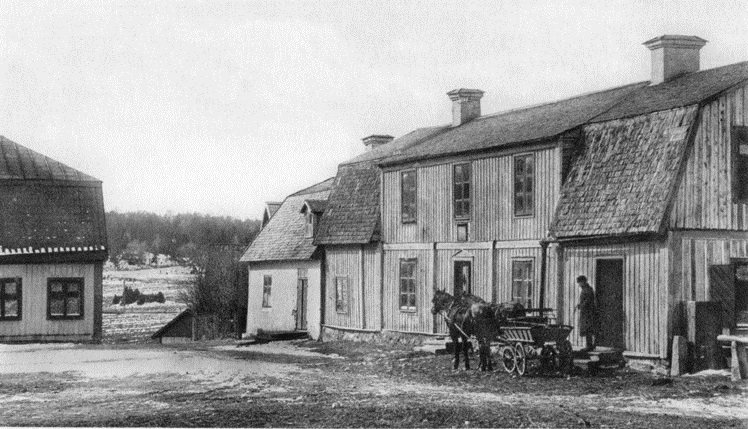
Barkarby gamla gästgivargård i Järfälla socken, 1890. Den södra delen av byggnaden byggdes 1671.

1671 upprättade Brita ett gästgiveri i Barkarby i Järfälla socken vid Barkarby torg. På en karta från 1690 kallas platsen för Barkarby gamla tomt och den låg då vid korsningen Norrviksvägen-Åkerbyvägen vid vägen till Västerås och Salberget. Sedan 1660-talet har det på platsen funnits krog- och gästgiverirörelse. Gästgiveriet, som Brita Cruus öppnade 1671, låg vid korsningen mellan landsvägen Stockholm-Enköping och häradsvägen Lövsta-Sollentuna. Brita Cruus, som var ägare till Skälby gård, inrättade då sin egen gästgivargård i Barkarby och hon krävde samtidigt att få ensamrätt på försäljningen av öl och vin i området. Det hade nämligen uppstått problem när till exempel klockaren vid Järfälla kyrka sålde starka drycker till byborna före och efter gudstjänsterna. Hon begärde framgångsrikt vid hösttinget 1671 att alla omkringliggande små krogar skulle upphöra och att endast hennes krog skulle få sälja öl och brännvin. Med gästgiveriet följde skyldigheter att härbärgera resande och att hålla med hästar. Kringliggande gårdar måste bistå med att hålla hästar till de resande. Vi vet att det från 1681 vid Barkarby torg fanns, förutom krögarens hus vid Barkarby torg, en byggnad som innehöll två kamrar för resande och vidare en källare och ett stall för 12-14 hästar. Brita Cruus ägde gästgiveriet till 1699, då det drogs in till Kungl. Maj:t och Kronan. Senare fortsatte dock gästgiveriet vid Barkarby torg och det pågick ända in på 1900-talet. Därefter blev det skjutsstation och senare bilstation. De äldsta delarna av den nuvarande gästgivargården (de sydligaste delarna) vid Barkarby torg härrör från 1671. År 1677 står Barkarby krog för första gången nämnt som tingsplats. Barkarby gamla tingshus uppfördes troligen under 1700-talets första hälft och det var Sollentuna härads ordinarie tingsplats från 1680-talet till 1905.

## Receptsamling
Brita Cruus efterlämnade en handskriven receptsamling med 329 recept.

## Lilliehöökska familjegraven
Brita Cruus avled 1716 vid 75 års ålder på Häringe slott och hon begravdes den 29 maj 1716 i den Lilliehöökska familjegraven tillsammans med sin make Jakob Lilliehöök i ett plomberat gravvalv i den äldre Sankt Johannis kyrka i centrala Norrköping.